# Thùy thái dương
Thùy thái dương là một trong bốn thùy chính của vỏ đại não trong não của động vật có vú. Thùy thái dương nằm ở bên dưới rãnh bên ở cả hai bán cầu đại não của não động vật có vú.
Thùy thái dương tham gia vào việc xử lý các tín hiệu vào từ các giác quan thành các thông tin có ý nghĩa suy ra được cho khả năng ghi nhớ một cách thích hợp những kí ức thị giác, việc hiểu ngôn ngữ và kết hợp cảm xúc.:21

## Chức năng

Hoạt họa cho thấy vị trí của thùy thái dương bên trái của con người

### Ký ức thị giác
Thùy thái dương giao tiếp với hồi hải mã và đóng một vai trò thiết yếu trong việc hình thành ký ức dài hạn chi tiết được điều chỉnh bởi hạch hạnh nhân.:349

### Nhận diện ngôn ngữ
Thùy thái dương nắm giữ vỏ não thính giác chính, thứ quan trọng trong việc xử lý ngữ nghĩa trong cả lời nói lẫn hình ảnh của con người. Khu vực Wernicke, khu vực kéo dài từ thùy thái dương đến thùy đỉnh, đóng một vai trò thiết yếu trong việc hiểu ngôn ngữ.

### Ký ức mới
Thùy thái dương ở giữa (gần mặt phẳng đứng dọc) được cho là liên quan đến việc mã hóa ký ức dài hạn tường thuật.:194–199 Thùy thái dương ở giữa bao gồm cả hồi hải mã, bộ phận thiết yếu đối với việc lưu trữ ký ức, do đó thương tổn ở khu vực này có thể dẫn tới làm suy yếu chức năng hình thành ký ức mới, dẫn đến chứng quên thuận chiều (hay quên về sau) tạm thời hoặc vĩnh viễn.:194–199